# Guldgroda
Guldgroda (Dendrobates auratus) är en grodart i familjen pilgiftsgrodor. Den är även känd som grönsvart pilgiftsgroda och är jämte Dendrobates tinctorius den mest varierande av pilgiftsgrodorna. Den har sin hemvist i Centralamerika och nordvästra Sydamerika från Costa Rica till Colombia och har även inplanterats på Hawaii. Som en del andra pilgiftsgrodor utsöndrar Dendrobates auratus ett sekret ur speciella hudkörtlar som är giftigt för djur och människor.
Arten lever i låglandet och i bergstrakter upp till 1000 meter över havet. Individerna vistas i skogar och i trädodlingar. De klättrar i träd och buskar.
Hannar har inga revir men de är ibland aggressiva mot varandra. Hos arten söker honan efter en hanne före parningen. Honan lägger 3 till 13 ägg i lövskiktet som sedan bevakas av hannen. Äggen kläcks efter 13 till 16 dagar och grodynglen flyttas av hannen till en pöl eller till en vattenfyllt växt. Metamorfosen varar i 39 till 89 dagar. Ungarna är 6 till 15 månader senare könsmogna. De äldsta exemplaren var 6 år gamla.
Beståndet hotas av landskapsförändringar. Desstom fångas flera exeplar och säljs som terrariedjur. Populationen är fortfarande stor. IUCN listar arten som livskraftig (LC).